# Samantha Carter
Samantha "Sam" Carter je izmišljeni lik iz znanstveno fantastične TV serije Zvjezdana vrata SG-1 i Stargate Atlantis koju u seriji glumi Amanda Tapping. 

## Životopis
Rođena je 29. prosinca 1968. godine. Samantha Carter se pridružuje ekipi Zvjezdana vrata iz Pentagona gdje je nekoliko godina pokušavala pokrenuti program zvjezdanih vrata, prije nego što je doktor Daniel Jackson dešifrirao simbole na zvjezdanim vratima i omogućio njihovo korištenje.
Ima doktorat iz filozofije i astrofizike, a kao pilot ima više od 100 sati borbenog djelovanja za vrijeme Pustinjske oluje. Također je stručnjak za kvantnu mehaniku, biologiju i računalni softver.
Samanthinu obitelj čine njezin otac, general Jacob Carter, zatim njen brat Mark Carter i njegovo dvoje djece. Samanthina majka je poginula dok je ona bila dijete u automobilskoj nesreći što je dovelo do stvaranja loših odnosa između njenog brata i oca. Mark je smatrao da je Jacob indirektno odgovoran za njenu smrt. 
Samantha Carter je kratko bila sluga Tok'ra simbiontu Jolinaru. Njen otac obolijeva od raka, a Samantha ga (kako bi mu produžila život) nagovara da postane sluga Selmaku, Tok'ri čiji je sluga upravo umirao.

## Samantin ljubavni život
Samantha je potajno zaljubljena u Jack O'Neilla. U epizodi Milošću Božjom Samantha iz druge realnosti je zaručena s Jackom. U epizodi Pravi trenutak Jack O'Neill isoristi priliku da poljubi Samanthu tijekom ponavljanja vremena. U epizodi Zavadi pa vladaj  Samantha i Jack bivaju primorani da javno otkriju pravu prirodu osjećaja koje gaje jedno prema drugom.